# Adenike Oladosu
(Tweet Oladosu Adenike @the_ecofeminist)
Adenike Titilope Oladosu (Abuja, 30 settembre 1994) è un'attivista nigeriana per il clima, ecofemminista e promotrice del movimento Fridays For Future in Nigeria.
Specializzata in uguaglianza, sicurezza e costruzione della pace in tutta l'Africa, in particolare nella regione del Lago Ciad, insieme a Vanessa Nakate ed Elizabeth Wathuti, è stata riconosciuta da Greenpeace UK come una delle tre giovani attiviste nere africane che cercano di combattere il cambiamento climatico. A dicembre 2019, Oladosu ha partecipato come delegata dei giovani nigeriani all'incontro COP25 in Spagna, dove ha tenuto un discorso sul cambiamento climatico in Africa e su come questo influenza la vita.

## Biografia

### Infanzia ed educazione
Nata a Ogbomosho nello stato di Oyo, ha frequentato la scuola elementare presso la Government Secondary School Gwagwalada di Abuja, proseguendo poi gli studi all'Università di Agraria a Makurdi, dove ha conseguito una laurea di primo livello in Economia e politica agraria.

## Attivismo per il clima
Oladosu ha iniziato la sua battaglia per il clima con gli studi universitari, assistendo all'attività dei contadini e dei pastori, che vedevano la loro terra diventare sempre più arida, e delle altre comunità, che non avendo mai dovuto affrontare le inondazioni, guardavano i loro terreni agricoli spazzati via dall'acqua. La lettura del Rapporto speciale sul riscaldamento globale di 1,5 °C dell'IPCC l'ha portata a unirsi al movimento Fridays For Future, iniziando a parlare della crisi climatica nelle comunità, nelle scuole e nei luoghi pubblici, e incoraggiando i giovani a piantare alberi ed educare i loro coetanei.
Nel 2019, Oladosu ha ricevuto l'Ambassador of Conscience Award da parte dell'Amnesty International Nigeria e ha parlato al summit sul clima giovanile delle Nazioni Unite insieme ad altri leader mondiali.
Ha partecipato alla conferenza sui cambiamenti climatici del 2019 a Madrid insieme a Greta Thunberg, dove ha attirato l'attenzione dei leader mondiali sui movimenti per il clima nigeriano ed africano.

## Premi e riconoscimenti
- 22 voci diverse da seguire su Twitter questa Giornata della Terra di Amnesty International[13]
- 15 ambasciatori del polo climatico giovanile africano[14]